# Funcionalismo (arquitectura)

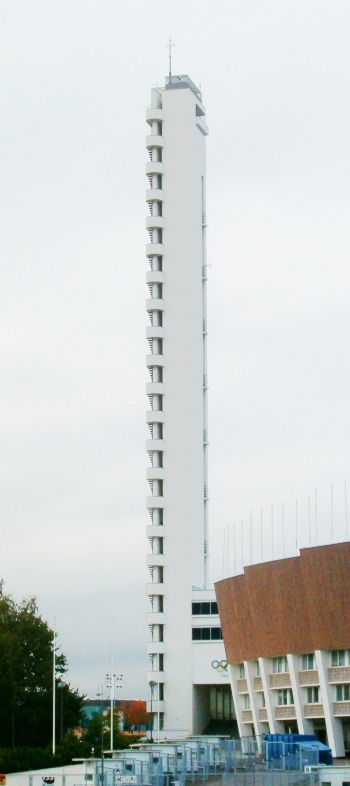
La torre del Estadio Olímpico de Helsinki (Y. Lindegren & T. Jäntti), construida en 1934-38.

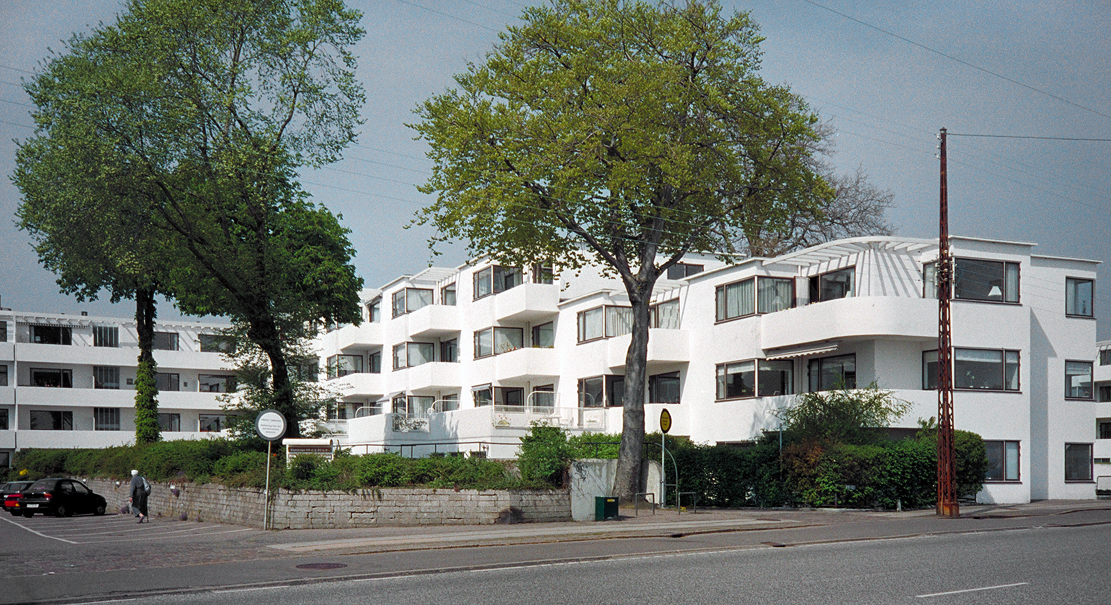
Bellavista Klampenborg Denmark. Arne Jacobsen 1934.

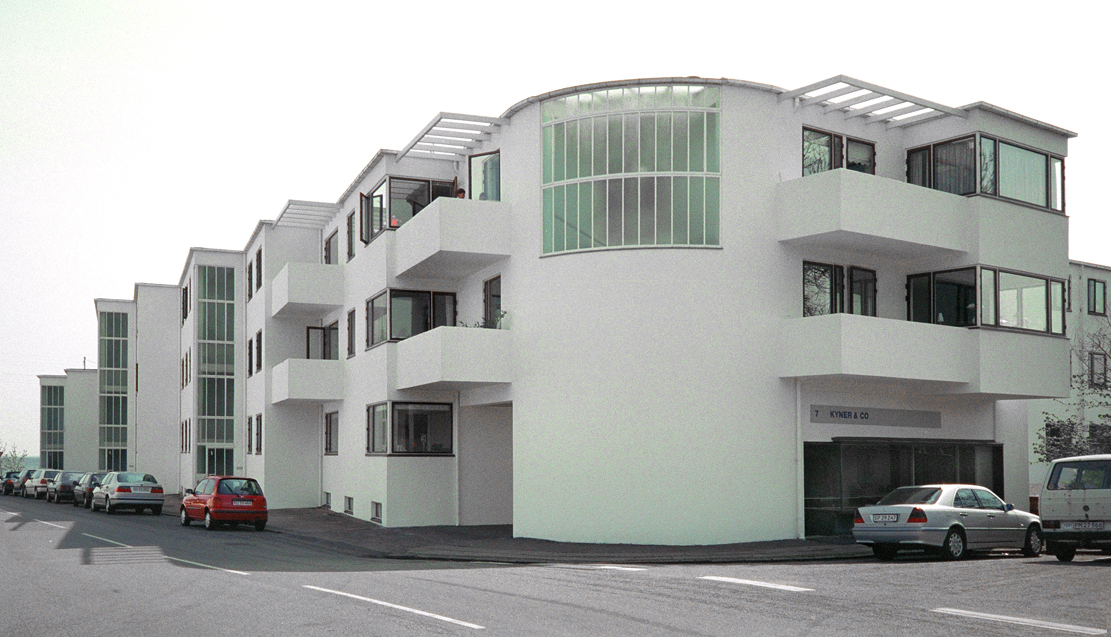
Bellavista Klampenborg Denmark. Arne Jacobsen 1934.

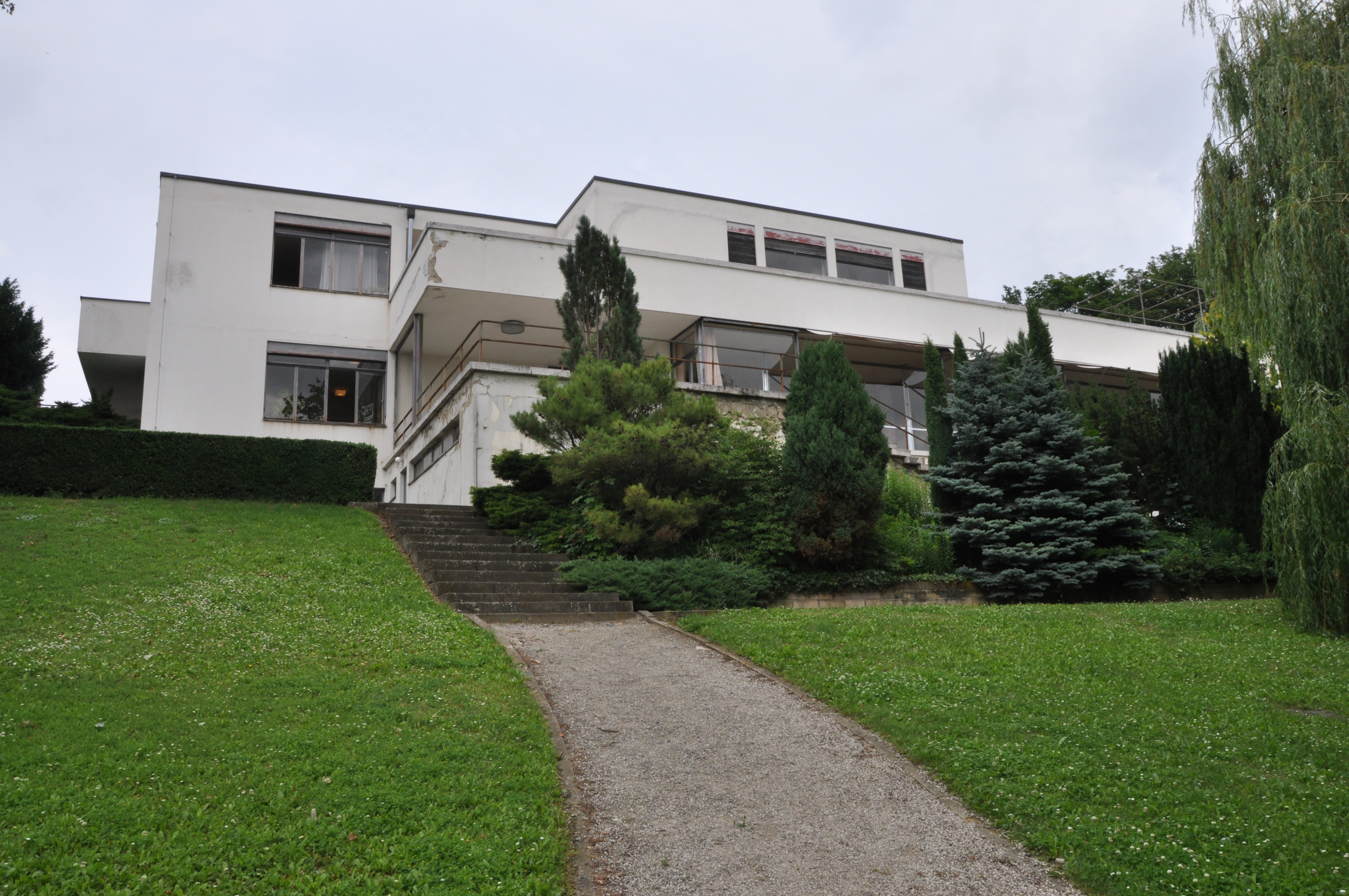
Villa Tugendhat de Brno, República Checa (Ludwig Mies van der Rohe 1930). Declarada Patrimonio de la Humanidad por la UNESCO.

Funcionalismo, en arquitectura, es el principio por el cual la forma de los edificios solo debe ser la expresión de su uso o función. Pero esta formulación no es tan obvia y genera controversia dentro de la profesión, especialmente en relación con el Movimiento Moderno. Su influencia fue particularmente notable en los Países Bajos, la Unión Soviética, Alemania y Checoslovaquia.
Los orígenes del funcionalismo arquitectónico se pueden remontar al arquitecto romano Vitruvio, donde la tríada: utilitas (comodidad o utilidad) va de la mano de venustas (belleza) y de firmitas (solidez), como una de las tres metas de la arquitectura clásica.

## Historia del funcionalismo
En los primeros años del siglo XX, el arquitecto de la Escuela de Chicago Louis Sullivan popularizó el lema la forma sigue siempre a la función para recoger su creencia de que el tamaño de un edificio, la masa, la distribución del espacio y otras características deben decidirse solamente por la función de este. Esto implica que si se satisfacen los aspectos funcionales, la belleza arquitectónica surgirá de forma natural. 
Sin embargo, el credo de Sullivan se ve a menudo como irónico a la luz del extensivo uso que hace de intrincados ornamentos, en contra de la creencia común entre los arquitectos funcionalistas de que los ornamentos no tienen ninguna función. El credo tampoco aclara a que funciones se refiere. El arquitecto de un edificio de viviendas, por ejemplo, puede fácilmente estar en desacuerdo con los propietarios de las mismas sobre lo que el edificio debería parecer, y ambos también en desacuerdo con futuros arrendatarios. Sin embargo, el concepto de que “la forma sigue a la función” expresa una idea significativa y duradera.
Las raíces de la arquitectura moderna se basan en el trabajo del arquitecto suizo Le Corbusier y el alemán Mies van der Rohe. Ambos fueron funcionalistas por lo menos en el punto de que sus edificios fueron simplificaciones radicales de estilos anteriores. En 1923 Mies van der Rohe trabajaba en la Escuela de la Bauhaus (Weimar, Alemania), y había comenzado su carrera de producir estructuras de simplificaciones radicales y, animadas por un amor al detalle, alcanzaron la meta de Sullivan de la belleza arquitectónica inherente. Es famoso el dicho de Corbusier “la casa es la máquina en qué vivir” en su libro Vers une architecture publicado en 1923. Este libro fue, y todavía lo es, muy influyente, y los primeros trabajos que hizo, como la “Villa Savoye” en Poissy, Francia son tenidos como prototipos de funcionalismo.
A mediados de los años treinta, el funcionalismo comenzó a discutirse como un acercamiento estético, más que como una cuestión de integridad de diseño. La idea del funcionalismo se combinó con la carencia de ornamentación, que es una cuestión muy distinta. Se convirtió en un término peyorativo asociado a las formas más baldías y más brutales de cubrir un espacio, como formas baratas y comerciales de hacer edificios, usados finalmente, por ejemplo, en el crítico academicismo de las cúpulas geodésicas de Buckminster Fuller, simplemente como sinónimo de «gauche».
En los años setenta, el preeminente e influyente arquitecto estadounidense Philip Johnson sostenía que la profesión no tiene ninguna responsabilidad funcional de ningún modo, y esta es una de las opiniones que prevalecen hoy en día. Johnson dijo «No sé de dónde vienen las formas, pero no tienen nada qué hacer con los aspectos funcionales o sociológicos de nuestra arquitectura». La postura del arquitecto «posmoderno» Peter Eisenman se basa en un teórico usuario hostil y es incluso más extrema «No hago la función». Los arquitectos más conocidos en occidente, como Frank Gehry, Steven Holl, Richard Meier y Ieoh Ming Pei, se ven a sí mismos sobre todo como artistas, con una cierta responsabilidad secundaria de hacer sus edificios funcionales para los clientes o los usuarios. 
El funcionalismo y la estética se enmarcan a menudo como opciones mutuamente excluyentes, cuando de hecho hay arquitectos, como Will Bruder, James Polshek y Ken Yeang que procuran satisfacer las tres metas de Vitruvio.